# Ried (Familienname)
Ried ist ein deutscher Familienname.

## Herkunft und Bedeutung
Ried kann ein Herkunftsname sein (für Personen, die aus einem Ort namens Ried stammen) oder ein Wohnstättenname (für Personen, die an einem Moor (oberdeutsch Ried) wohnen).

## Namensträger
- Amy Ried (* 1985), US-amerikanische Pornodarstellerin
- Christian Ried (* 1979), deutscher Autorennfahrer und Unternehmer
- Benedikt Ried (um 1454–1534), böhmischer Architekt
- Dorothea vom Ried (um 1617–nach 1657), deutsche Gambistin
- Elisabeth Ried (1915–2001), deutsche Schauspielerin und Synchronsprecherin
- Elke Ried (* 1953), deutsche Filmproduzentin
- Franz Jordan von Ried (1810–1895), deutscher Chirurg und Hochschullehrer
- Georg Ried (Pädagoge) (1900–nach 1977), deutscher Pädagoge und Fachdidaktiker
- Georg Ried (Moderator) (* 1959), deutscher Moderator, Autor, Regisseur und Dirigent
- Hans Ried (gest. 1516), Tiroler landesfürstlicher Amtmann und Zollbeamter am Eisack in Bozen
- Hans Müller-Ried (1894–1979), deutscher Maler
- Heinrich Ried (1881–1957), österreichischer Architekt
- Heinz Ried (* 1932), deutscher Industriemanager
- Hermann Ried (1895–1979), deutscher Politiker (NSDAP), MdR
- Iris Ried (* 1991), deutsche Schauspielerin
- Jonas Ried (* 2004), deutscher Autorennfahrer
- Joseph Heinrich von Ried (1718–1779), k. k. Feldzeugmeister
- Kris Holden-Ried (* 1973), kanadischer Schauspieler
- Lukas Ried (* 1995), österreichischer Fußballspieler
- Marina Ried (Marina Rschewskaja; 1921–1989), deutsch-russische Schauspielerin
- Thomas Ried (1773–1827), deutscher katholischer Priester
- Walter Ried (1920–2008), deutscher Chemiker
- Walter Ried (Wirtschaftswissenschaftler) (* 1959), deutscher Ökonom und Hochschullehrer